# カフカス・アルバニア王国

カフカス・アルバニア王国

カフカス・アルバニア王国（黄緑色）

カフカス・アルバニア王国（カフカス・アルバニアおうこく）は、紀元前2世紀末にカフカス南東部、およびアゼルバイジャン領域に存在したアルバニア人によって建国された古代王国である。

## 概説
紀元前3世紀から紀元前2世紀ごろにかけて、首都をカバラに置く国家として発達し、犂耕作、放牧、種々の工芸、コブスタンなどの文化を築いた。紀元前1世紀ごろにはクル川（アゼルバイジャン語: Kür）での戦いにおいてポンペイウスと戦闘した記録が残されている。なお、このアルバニア人は、現代のバルカン半島のアルバニア人とは全くの別民族である。カフカス・アルバニア人は、ウディ人の祖先にあたると考えられている。
3世紀から5世紀ごろにかけては、キリスト教が国教となるとともに封建的な国家が形成された。6世紀にサーサーン朝の支配下に入るも、7世紀メフル朝の時代に独立を回復する。8世紀にカリフ領となり、イスラム化が進むとともに国家としての存在は消滅した。